# 向日葵 -Growing Sunflower-
《向日葵 -Growing Sunflower-》，是日本女子樂團SPEED的第17張單曲。2010年4月21日發行。是SPEED在2008年完全復活之後的第3張單曲。分為CD和CD+DVD兩種版本。
由SPEED的老牌製作人伊秩弘將製作。主歌《向日葵 -Growing Sunflower-》與《明日的天空》一樣是勵志歌曲，作為SPEED的經典畢業歌《my graduation》的延續。伊秩用向日葵表達出對大家充滿生機向前的希望。
初回盤的第二首副歌《My Street Life》出自SPEED的第2張專輯《RISE》，這次為重新演繹錄制。
《向日葵 -Growing Sunflower-》被用作TBS系情報綜藝節目《國王的早餐》2010年4月至5月的主題曲。

## 收錄曲目

### CD
1. 向日葵 -Growing Sunflower-
  - TBS系情報綜藝節目《國王的早餐》主題曲（2010年4—5月）。
2. Moonlight Honey
3. My Street Life ※
4. 向日葵 -Growing Sunflower- (Instrumental)
5. Moonlight Honey (Instrumental)
6. My Street Life (Instrumental) ※

※初回盤收錄

### DVD
1. 向日葵 -Growing Sunflower-(Music Clip)